# Álex Palou
Pour les articles homonymes, voir Palou.
Palou  Montalbo est un nom espagnol. Le premier nom de famille, en général paternel, est Palou ; le second, en général maternel, souvent omis, est Montalbo.
Álex Palou, né le 1er avril 1997 à Sant Antoni de Vilamajor, en Espagne, est un pilote automobile espagnol. Il est triple champion d'Indycar en 2021, 2023 et 2024 avec l’écurie Chip Ganassi Racing.

## Biographie

### Débuts en monoplace (2014)
Après avoir couru près de dix ans en karting, Álex Palou fait ses débuts en monoplace en 2014. Il participe avec Campos Racing au championnat d'European F3 Open et s'impose dès sa toute première course sur le Nürburgring, après être parti en pole position. Très régulier dans ses résultats, il remporte deux autres courses, à Budapest puis à domicile à Barcelone. Il termine 3e du championnat et 2e du mini-championnat associé, le championnat d'Espagne de Formule 3.
La même année, il prend part à trois courses de Formule 4 BRDC et au Grand Prix automobile de Macao. Il termine 16e de l'épreuve.

### Le GP3 Series (2015-2016)
Campos Racing lui donne l'occasion de progresser en 2015 et Palou s'engage en GP3 Series. Il inscrit ses premiers points au bout de sept courses, à Spa-Francorchamps, puis enchaîne les bonnes performances. Il s'impose lors de la toute dernière course de la saison à Abou Dabi, devenant ainsi le premier pilote espagnol à remporter une course de GP3 Series. Il se classe 10e du championnat.
En Championnat de GP3 Series 2016, il conserve sa place chez Campos et obtient rapidement un podium, sur le circuit de Silverstone. Malgré tout, il ne marque que 22 points, soit plus de deux fois moins qu'en 2015. Il termine 15e au classement des pilotes.

### Exil au Japon et retour en Europe (2017)
Álex Palou décide en 2017 de partir au Japon pour poursuivre sa carrière, en s'engageant dans le championnat du Japon de Formule 3. Seul pilote européen du plateau, il se classe 3e du championnat avec trois victoires et cinq pole positions. Il retourne courir en Europe au cours de l'été, puisqu'il rejoint Teo Martín Motorsport en Formule V8 3.5. Dès son premier week-end dans la discipline, au Nürburgring, il s'illustre en obtenant les deux pole positions et en remportant la course 2. Il s'élance une deuxième fois depuis la pole à Austin et marque 68 points en six courses, ce qui lui permet de se classer 10e du championnat. Ces belles performances lui donnent le droit de disputer les deux dernières manches de la saison de Formule 2, une nouvelle fois au sein de l'écurie Campos Racing. Palou inscrit cinq points. En novembre, il participe pour la deuxième fois au Grand Prix de Macao et le termine à la 11e place.

### La Formule 3 (2018)
En 2018, Álex Palou participe au championnat d'Europe de Formule 3 en signant avec Hitech GP. Il obtient son premier podium de la saison à Pau, avec une 2e place. Il termine 7e du championnat avec sept podiums et 204 points.

### Retour au Japon en Super Formula (2019)
En 2019, Álex Palou décide de retourner au Japon et de signer chez TCS Nakajima Racing en Super Formula. Il réalise un hat trick lors de la course de Fuji et termine 3e au classement des pilotes.

### L'IndyCar Series (depuis 2020)
En 2020, Álex Palou rejoint Dale Coyne Racing en IndyCar Series. Il termine 16e du championnat pour sa première saison, avec comme meilleur résultat une troisième place obtenue à Road America.
En 2021, il signe chez l'écurie de pointe Chip Ganassi Racing. Il obtient rapidement des résultats probants, avec une victoire dès la première course de la saison en Alabama. Lors des 500 miles d'Indianapolis, il lutte pour la victoire jusque dans le dernier tour mais doit s'incliner face à Hélio Castroneves et se contenter de la deuxième place.
Le 26 septembre 2021, il est sacré champion en IndyCar Series en terminant 4e de la dernière manche de la saison à Long Beach. Avec 549 points, il devance de 38 points Josef Newgarden.
Le 2 mars 2025, il gagne la première course de la saison en IndyCar Series à Saint-Pétersbourg, toujours avec Chip Ganassi Racing.
Le 25 mai 2025, il remporte la 109éme èdition des 500 miles d'indianapolis avec Chip Ganassi Racing.

### Pilote de réserve McLaren (2023-)
Le 1er décembre 2022, Álex Palou est confirmé en tant que pilote de réserve de l'écurie de Formule 1 McLaren pour la saison 2023, grâce à sa session en FP1 à Austin et ses tests de « développement de pilotes » en 2022, mais aussi à ses nombreuses réalisations notables en sport automobile, en particulier son titre de champion Indycar 2021.

## Carrière

### Résultats en monoplace
| Saison | Championnat                                 | Écurie                     | Courses | Victoires | Pole positions | Meilleurs tours | Podiums | Points | Classement |
| ------ | ------------------------------------------- | -------------------------- | ------- | --------- | -------------- | --------------- | ------- | ------ | ---------- |
| 2014   | Championnat de Grande-Bretagne de Formule 4 | SWR Racing                 | 3       | 0         | 0              | 0               | 0       | 48     | 23e        |
| 2014   | European F3 Open                            | Campos Racing              | 16      | 3         | 3              | 4               | 11      | 242    | 3e         |
| 2014   | Championnat d'Espagne de Formule 3          | Campos Racing              | 6       | 1         | 1              | 1               | 5       | 105    | 2e         |
| 2015   | GP3 Series                                  | Campos Racing              | 18      | 1         | 0              | 1               | 1       | 51     | 10e        |
| 2016   | GP3 Series                                  | Campos Racing              | 18      | 0         | 0              | 0               | 1       | 22     | 10e        |
| 2017   | Championnat du Japon de Formule 3           | Threebond with Drago Corse | 20      | 3         | 5              | 3               | 10      | 102    | 3e         |
| 2017   | Formule V8 3.5                              | Teo Martín Motorsport      | 6       | 1         | 3              | 1               | 3       | 68     | 10e        |
| 2017   | Formule 2                                   | Campos Racing              | 4       | 0         | 0              | 0               | 0       | 5      | 21e        |
| 2018   | Championnat d'Europe de Formule 3           | Hitech GP                  | 30      | 0         | 0              | 2               | 7       | 204    | 7e         |
| 2019   | Super Formula                               | TCS Nakajima Racing        | 7       | 1         | 3              | 2               | 1       | 26     | 3e         |

### Résultats en IndyCar Series
| Saison | Écurie              | GP disputés | Pole positions | Victoires | Podiums | Meilleur tours | Points inscrits | Classement |
| ------ | ------------------- | ----------- | -------------- | --------- | ------- | -------------- | --------------- | ---------- |
| 2020   | Dale Coyne Racing   | 14          | 0              | 0         | 1       | 1              | 238             | 16e        |
| 2021   | Chip Ganassi Racing | 16          | 1              | 3         | 5       | 3              | 549             | Champion   |
| 2022   | Chip Ganassi Racing | 17          | 0              | 1         | 6       | 3              | 510             | 5e         |
| 2023   | Chip Ganassi Racing | 17          | 2              | 5         | 10      | 4              | 656             | Champion   |
| 2024   | Chip Ganassi Racing | 18          | 4              | 3         | 7       | 2              | 544             | Champion   |
| 2025   | Chip Ganassi Racing | 6           | 1              | 5         | 6       |                | 306             | 1er*       |

Note : certaines courses sont communes à plusieurs championnats.

### Résultats aux 500 miles d'Indianapolis
| Année | Châssis | Moteur | Départ | Arrivée | Équipe              |
| ----- | ------- | ------ | ------ | ------- | ------------------- |
| 2020  | Dallara | Honda  | 7      | 28      | Dale Coyne Racing   |
| 2021  | Dallara | Honda  | 6      | 2       | Chip Ganassi Racing |
| 2022  | Dallara | Honda  | 2      | 9       | Chip Ganassi Racing |
| 2023  | Dallara | Honda  | 1      | 4       | Chip Ganassi Racing |
| 2024  | Dallara | Honda  | 14     | 5       | Chip Ganassi Racing |
| 2025  | Dallara | Honda  | 6      | 1       | Chip Ganassi Racing |